# Vers l'extase
Pour plus de détails, voir Fiche technique et Distribution.
Vers l'extase est un film français réalisé par René Wheeler et sorti en 1960.

## Synopsis
Issue d’un milieu bourgeois, mais délétère, Catherine épouse Jérôme, un riche propriétaire terrien résidant en Afrique du Nord. Alors qu’elle baigne dans une totale harmonie familiale, elle est prise d’une crise mystique consécutive à la vision d’un religieux en pleine extase. Elle abandonne foyer et biens terrestres pour se placer comme bonne à tout faire. Après un chemin cahoteux où sa spiritualité sera sérieusement éprouvée, Catherine trouvera l’apaisement en revenant vivre auprès de son dévoué conjoint. 

## Fiche technique
- Titre original : Vers l'extase
- Réalisation : René Wheeler
- Scénario : Charles Spaak et René Wheeler d’après le roman de Madeleine Alleins, L'Étrangère dans les portes (Éditions Gallimard, 1954)
- Dialogues : Maurice Clavel
- Décors : Robert Guisgand
- Photographie : Christian Matras
- Son : Louis Hochet
- Montage : Renée Lichtig
- Musique : Paul Misraki
- Affichiste : Yves Thos
- Pays d'origine :  France
- Année de tournage : 1959
- Langue de tournage : français
- Tournage extérieur : Casablanca et Rabat (Maroc)
- Producteur : Georges Glass
- Société de production : Les Films Matignon
- Format : noir et blanc — son monophonique — 35 mm
- Genre : drame
- Durée : 95 minutes
- Date de sortie : juillet 1960
- (fr) Mention CNC : tous publics (visa d'exploitation no 22383 délivré le 8 juillet 1960)

## Distribution
- Pascale Petit : Catherine
- Giani Esposito : Jérôme
- Serge Sauvion : Jacques
- Michel Ardan : M. Bègue
- Lysiane Rey : Mme Bègue
- France Asselin : une bourgeoise
- Nelly Borgeaud : Odette
- Michel Etcheverry : le Père Bruno
- Geneviève Kervine : Anne-Marie
- Jacques Marin : le boucher
- Monique Mélinand : Mme Schultz
- Hugues Wanner : M. Schultz
- Marie-Claude Poirier : Jeannette
- Malka Ribowska : Hassibah
- Liliane Patrick :  L'hôtesse de l'air
- Robert Dalban